# Église Saint-Eutrope d'Allemans-du-Dropt
Pour les articles homonymes, voir Église Saint-Eutrope.
L'église Saint-Eutrope est une église catholique située à Allemans-du-Dropt, en France.

## Localisation
L'église est située dans le département français de Lot-et-Garonne, sur la commune d'Allemans-du-Dropt.

## Historique
L'édifice est inscrit au titre des monuments historiques en 1994 et classé en 1996.